# アコースティック・リヴァイブ
アコースティック・リヴァイブ（英: ACOUSTIC REVIVE）は、1994年に創業され群馬県伊勢崎市連取町に本社を置くオーディオ周辺機器の販売会社関口機械販売株式会社（せきぐちきかいはんばい）の製品ブランドである。

## 来歴
1997年にCD用消磁器RD-1を発表。それまで磁気の影響は受けないとされていたCDを消磁することで著しい音質向上を実現するオーディオアクセサリーとして記録的なヒット商品となり、一躍オーディオファイルに認知される。その後、独自の制振理論を取り入れたスピーカースタンドや、接地工事なしにアース効果が得られるスーパーアースリンクRE-9や仮想アース装置のRGC-24（後にRGC-24TripleC-FMにバージョンUP）、シューマン共鳴波によって音質を改善する超低周波発生装置RR-7、マイナスイオン発生装置RIO-5、電磁波中和装置REM-8、天然水晶を素材に用いたインシュレーターRIQ-5010・5010WやレゾネーターQR-8、制振構造を取り入れたショートピンSIP-8やBSIP-2、電源ノイズとグラウンドノイズを吸収消滅させ音質を向上させる電源BOX・RTPシリーズや電源スタビライザーRAS-14など次々にオーディオアクセサリーのヒット商品を発表する。
またケーブルも単線導体の優位性を訴え、撚り線導体が主流のオーディオケーブルの中で異彩を放つ単線導体を採用した独自のラインナップを発表し続け、デジタル波形の生成と増幅を実現したアクティブ型デジタルケーブルDSIX-1.0や最新のラインナップでは日立金属のファインメットビーズによって伝送上のノイズを除去する手法を取り入れるなど、オーディオケーブルとして常にエポックメイキングな製品を開発、発表するのも特徴の一つである。
2008年からは海外へも本格的に進出。米国STEREOTIMES誌において、その年のアクセサリー・ケーブル部門AWARDで12機種中7機種を独占するなどした。更に英国グラモフォン誌と並んで世界2大音楽誌と呼ばれるフランスDiapason誌で金賞を3回受賞するなど各国のオーディオ誌によって高い評価を受けた。
ACOUSTIC REVIVEの活動はオーディオアクセサリー・ケーブルの販売に留まらず、ハイレゾ録音による音楽配信やCD制作、ハイレゾ音源配信サイトe-onkyo musicの音響整備、2014年にはオーディオメーカーとして初のモントルー・ジャズ・フェスティバルのスポンサーを務める。
またSTUDIO Dedeなどをはじめ数多くの録音スタジオやマスタリングスタジオやエンジニアにもケーブルユーザーは多い。
☆Taku Takahashi主催のインターネットFM「block.fm」の音響調整やライブハウス「晴れたら空に豆まいて」や「神楽音」のワイアリングを行うなど活動は多岐に渡っている。

## 開発者
開発者兼代表取締役を石黒謙が務める。低周波発生装置RR-7に代表されるようにその手法は一見オカルトと疑われるようなものが多いが、科学的立証と効果の大きさ故に日本国内の専門誌での評価は極めて高く、音元出版オーディオアクセサリー誌が主催するオーディオ銘機賞のアクセサリー・ケーブル部門では1999年から15年連続、MJ無線と実験誌が主催するテクノロジー・オブ・ザ・イヤーでは2008年から9年連続でオーディオアクセサリーとオーディオケーブル部門の最優秀賞を受賞している。

## 主な製品
- 単線ラインケーブル、スピーカーケーブル
- デジタルケーブル
- ヘッドフォンリケーブル
- プロオーディオ向け製品　（Pro Tools用デジリンクケーブル、Dsubケーブル、USBケーブルなど）
- スピーカースタンド
- 電源ケーブル、電源BOX